# Hardyho–Weinbergův zákon

Hardyho–Weinbergův zákon pro dvě alely: vodorovná osa ukazuje zastoupení alel p a q v populaci, svislá osa frekvenci jejich složenin v genotypu

Hardyho–Weinbergův zákon praví, že podíl jednotlivých alel se v panmiktické populaci nemění. V případě, že pro daný gen existuje pouze systém dvou alel, znamená to (dle úzu značíme četnost dominantní alely p a recesívní q), že:
1. p + q = 1 (tj. 100 %)
2. Pravděpodobnost vzniku homozygota dominantního je p × p, homozygota recesívního je q × q; a u heterozygota to je 2pq. Celkové genotypové složení populace tedy lze vyjádřit s pomocí vzorce:
p² + 2pq + q² = 1

## Výpočty podle Hardyho–Weinbergova zákona
Jednoduché výpočty podle Hardyho–Weinbergova zákona jsou běžně součástí testů a zkoušek základních kurzů genetiky na středních a vysokých školách.
Vzorový příklad:
Zadání:
Ve zkoumané populaci lidí čítající 250 000 jedinců se nachází 25 albínů. Určete počet obou typů homozygotů i heterozygotů pro tento stav v populaci a podíl alel v populaci.
Řešení:
V populaci se nachází dominantní homozygoti, heterozygoti a recesívní homozygoti. Jelikož heterozygoti a dominantní homozygoti vypadají stejně, je třeba nejdříve zjistit, která část populace zahrnuje recesívní homozygoty, neboť pouze u této části známe její genetické složení. Pokud to není řečeno přímo v zadání (jak vypadá recesívní homozygot), má to student nejspíše vědět a třeba tuto vědomost zužitkovat. Pokud to není řečeno přímo a vědomost není přítomna, nezbývá než riskovat. Jako vodítko možno využít fakt, že recesívní je většina „poruchových“ vlastností (tj. albinismus, zakrslost toho či onoho, enzymatické poruchy jako je fenylketonurie etc.), recesívní znaky jsou často světlé barvy proti tmavým, recesívní homozygoti také často představují výrazně menší skupinu v rámci populace. (Nic z toho ovšem studenta neochrání před zlomyslným zkoušejícím, který bude chtít vědět, zda si student zapamatoval ostentativně zdůrazňovaný fakt, že alela pro přilehlý ušní lalůček je recesívní, a předhodí mu skupinu 5000 Papuánců, z nichž má přilehlý ušní lalůček 4921 jedinců).
Lidští albíni jsou recesívní homozygoti, čili v populaci se vyskytuje 25 recesívních homozygotů, tj. jejich podíl q² je 25/250000 = 0,0001 populace. Odmocněním tohoto čísla získáme q – podíl recesívní alely v celé populaci, tj. 0,01. Jelikož p + q = 1, dominantní alela má podíl na celé populaci (p) 1 – q, tj. 1 – 0,01 = 0,99. Dále už následuje několik možností, jak příklad uzavřít, můžete spočíst buďto počet dominantních homozygotů, sečíst je s rec. homozygoty a odečtením tohoto čísla od celku zjistit počet heterozygotů (podíl dom. homozygotů je p², tj. 0,99*0,99, tj. 0,9801, počet pak tento podíl krát počet všech jedinců 0,9801*250000 = 245025 jedinců. Počet heterozygotů pak je celek minus obojí homozygoti, tj. 250 000 – (25+245025) = 250000 – 245050 = 4950), nebo to udělat obráceně, tj. spočíst si počet heterozygotů, sečíst je s recesívními homozygoty a odečtením tohoto čísla od celku získat počet dominantních homozygotů (podíl heterozygotů je 2pq, tj. 0,99*0,01*2 = 0,0198, počet pak podíl krát celek, tj. 0,0198 * 250 000 = 4950. Součtem tohoto čísla s recesívními homozygoty a odečtením výsledku od celku získáme počet dominantních homozygotů: 250000 – (4950+25) = 250 000 – 4975 = 245 025) a nebo si obojí získáme zvlášť (nikoliv odečítáním, čili počet homozygotů dominantních 0,99*0,99*250000 a počet heterozygotů 0,99*0,01*2*250000).
Kontrola
Vždy se vyplatí udělat kontrolu tím, že sečteme získané počty jedinců všech tří skupin. Pokud vyjde něco jiného než počet všech jedinců, maximálně velice drobně modifikovaný díky zaokrouhlování (prováděli jsme-li je), je někde chyba a je třeba začít počítat znovu. V tomto případě kontrola vyšla: 245025+4950+25 = 250000.
Výsledek
V populaci se nachází 245025 dominantních homozygotů normálně zbarvených, 4950 heterozygotů normálně zbarvených a 25 homozygotů recesívních (albínů). Poměr zastoupených alel v populaci je 99:1 ve prospěch dominantní.